# باك

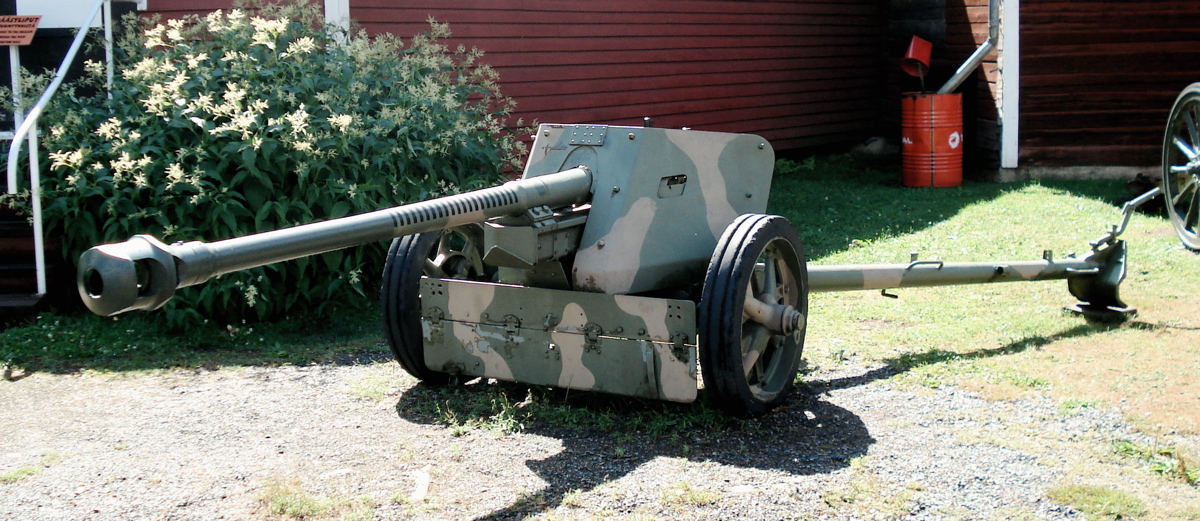
صورة تصف المدفع المضاد للدبابات

Panzerabwehrkanone، يشار إليه عادة بالاختصار PaK باك، هو مصطلح باللغة الألمانية يدل على المدفع المضاد للدبابات. قبل وأثناء الحرب العالمية الثانية، وحتي نهاية الحرب العالمية الثانية أنتج الجيش الألماني سلسلة من 13 مدفعًا مضادًا للدبابات قاموا بتعيينها Panzerabwehrkanone، أي PaK. بالإضافة إلى ذلك، أنتجوا سلاحًا واحدًا حددوه ببندقية مضادة للدبابات، والتي تعتبر عمومًا بندقية مضادة للدبابا ؛ وبندقية واحدة أطلقوا عليها اسم Panzerabwehrwerfer ،PAW، قاذفة مضادة للدبابات.

## وصف
في المصطلحات العسكرية، يعتبر السلاح سلاحًا ثقيلًا جدًا أذا كان لا يمكن حمله يدويًا عند إطلاقه. تراوحت هذه الأسلحة بين وزن 229 كيلوغرام (505 رطل) لوزن 10,160 كيلوغرام (22,400 رطل) . كانت أصغر عيار 28 مليمتر (1.1 بوصة) وكان أكبرها 128 مليمتر (5.0 بوصة).
على مدار ست سنوات من الحرب العالمية الثانية، تحسن درع الدبابات بشكل مطرد، حتى يكون حجم المقذوف أكثر فعالية. تتطلب القذيفة الأكبر سلاحًا أثقل.
كل هذه الأسلحة كان من المفترض أن يتم سحبها. كانت الأقدم منها خفيفة الوزن بما يكفي لتحريكها يدويًا، لمسافات قصيرة، داخل وخارج مواضع إطلاق النار. تم استخدام بعض المتغيرات فقط على مدمرات الدبابات ، والتي هي ذاتية الدفع ، مثل المدافع على الدبابات.

## قائمة
بعد كل بندقية، يتم إعطاء سنة الإدخال للخدمة.
- 2.8 سم sPzB 41 (1941)
- 3.7 سم باك 36 (1928)
- 4.2 سم باك 41 (1941)
- 4.7 سم باك 38 (ر) (1939) مثبتة حصريًا على مدمرة دبابات .
- 4.7 سم Pa 181 (f) (1937)
- 5 سم باك 38 (1937)
- 7.5 سم باك 97/38 (1941)
- 7.5 سم PaK 39 (1943) عند 1,229 كيلوغرام (2,709 رطل) كان هذا ثقيلًا جدًا بحيث لا يمكن تحريكه يدويًا. كما كانت جميع البنادق في وقت لاحق.
- 7.5 سم باك 40 (1942)
- 7.5 سم باك 41 (1941)
- 7.5 سم PaK 42 مثبت حصريًا على مدمرة دبابات .
- 7.62 سم باك 36 (ص) (1942) مسدس مدفع سوفيتي تم القبض عليه ، تم تعديله ليناسب احتياجات الجيش الألماني.
- 8 سم PAW 600 (1945) غرفة احتراق عالية الضغط ، سلمت الغاز الدافع إلى برميل خفيف الوزن.
- 8.8 سم باك 43 (1943)
- 12.8 سم باك 44 (1944)